# Salwarsan
Salwarsan – nazwa handlowa arsfenaminy, arsenoorganicznego związku chemicznego, będącego pierwszym syntetycznym środkiem bakteriobójczym.
Nazwa salwarsanu (niem. Salvarsan) stanowi złożenie słów salvare (łac. "wybawić, ocalić"), arsen oraz sanus (łac. "zdrowy"), ponieważ był on pierwszym skutecznym środkiem stosowanym w pierwszej połowie XX w. w leczeniu kiły. Właściwości przeciwkiłowe arsfenaminy odkryte zostały przez Sahachiro Hatę w laboratorium Paula Ehrlicha w 1909 roku (preparat 606). W latach 40. XX wieku salwarsan został wyparty przez antybiotyki, głównie penicylinę.

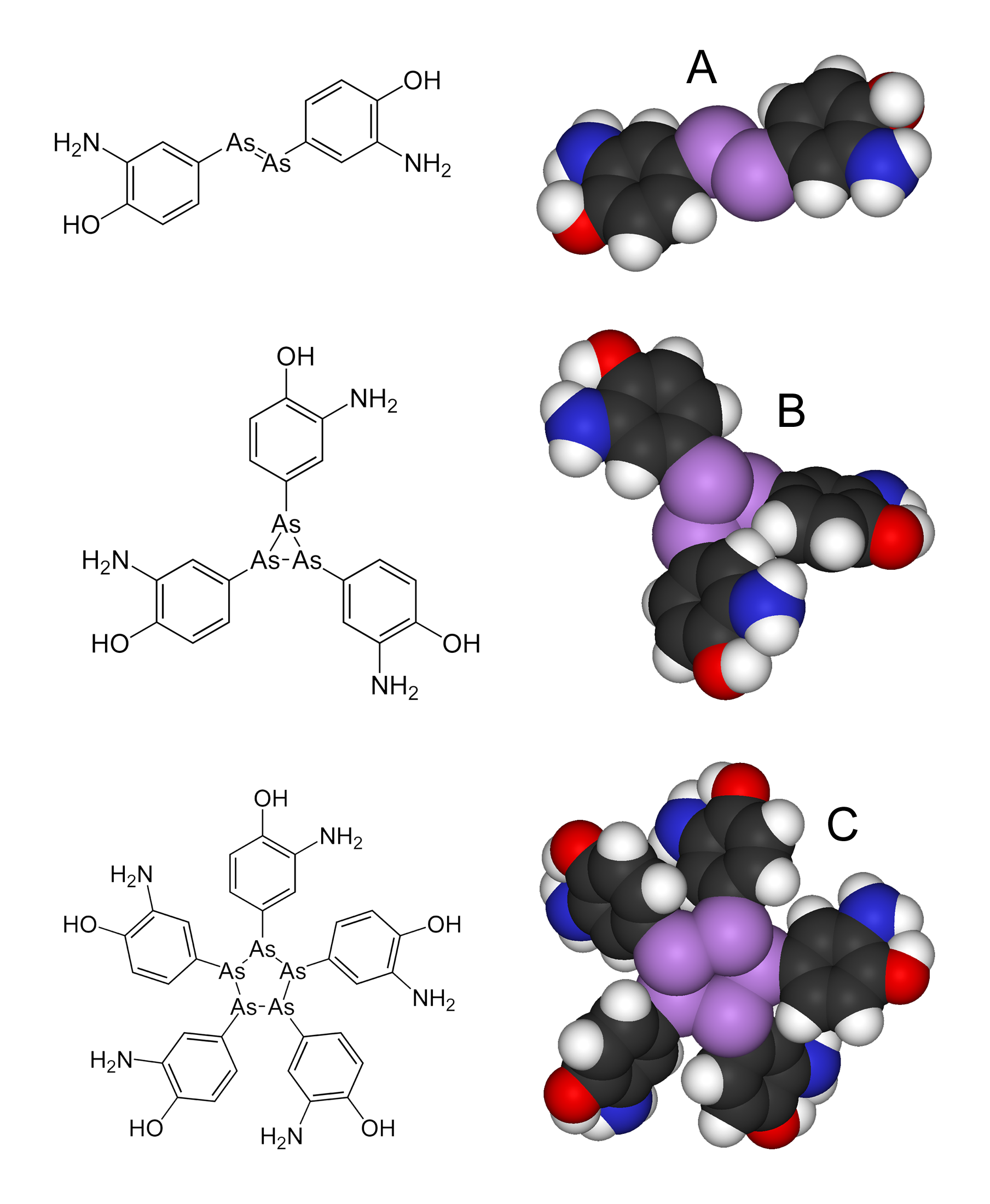
Przez długi czas uważano, że arsfenamina ma strukturę pochodnej azobenzenu [4,4'-(diarseno-1,2-diylo)bis(2-aminofenol), A]. W roku 2005 za pomocą spektrometrii mas ustalono, że występuje on jako mieszanina trimeru [, B] i pentameru [, C].